# Hoekske Ter Hulst

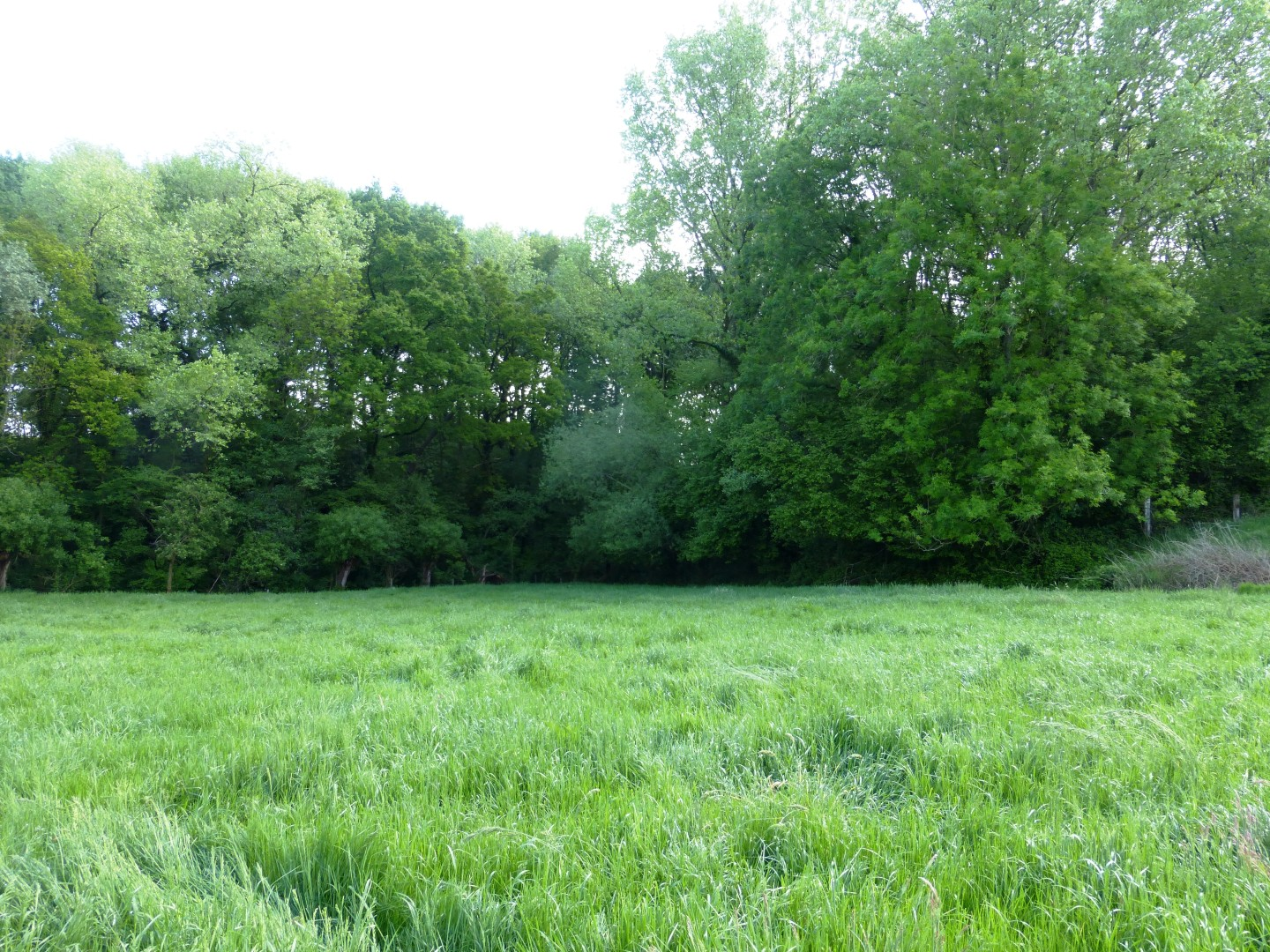

Het Hoekske Ter Hulst is een bos- en natuurgebied in Oosterzele in de Belgische provincie Oost-Vlaanderen. Het bronbos is 3,8 hectare groot en ligt aan de Watermolenstraat.
Het bos nabij Hof ter Hulst staat al als bos ingekleurd op de Ferrariskaart. Het bosgebied maakt deel uit van het Vlaams Ecologisch Netwerk en is Europees beschermd als onderdeel van Natura 2000-habitatrichtlijngebied 'Bossen van het zuidoosten van de Zandleemstreek'.
Het Hof ter Hulst was oorspronkelijk een vesting uit de 13de-14de eeuw. In 1660 werd de site omschreven als een ‘kasteel’. Het gebouw werd omringd door wallen, dammen en neerhof. Het was in het bezit van Jan – Franciscus Triest, heer van Lemberge. Later kwam het kasteel in handen van de markies van Rode. Omstreeks 1730 verdween de toren en werd het kasteel omgevormd tot hoeve.